# Уткин переулок
У́ткин переулок — переулок в Красногвардейском районе Санкт-Петербурга. Проходит от Заневского проспекта до Гранитной улицы в историческом районе Яблоновка.

## История
Название переулка известно с середины XX века.

## Пересечения
С северо-запада на юго-восток Уткин переулок пересекают следующие улицы:
- Заневский проспект — Уткин переулок примыкает к нему;
- проспект Энергетиков — пересечение;
- Гранитная улица — Уткин переулок примыкает к ней.

## Транспорт
Ближайшая к Уткину переулку станция метро — «Ладожская» 4-й (Правобережной) линии (около 160 м по прямой от конца переулка).
По участку переулка от проспекта Энергетиков до Гранитной улицы проходит троллейбусная линия (маршруты № 22 и 22А без остановки). Там же проходят без остановки автобусные маршруты.
Вблизи конца Уткина переулка расположен Ладожский вокзал.